# Philobrya setosa
Philobrya setosa är en musselart som först beskrevs av Carpenter 1864.  Philobrya setosa ingår i släktet Philobrya och familjen Philobryidae. Inga underarter finns listade i Catalogue of Life.